# Англо-цыганский язык
Англо-цыганский язык (англ. Anglo-Romani; также Angloromani, English Romani, Pogadi Chib, Posh ‘N’ Posh, Romani English, Romanichal, Romanis) — парацыганский язык королевства Великобритания. Британские цыгане появились на острове в конце XVI века. До середины XIX века их язык в целом сохранял индоарийский характер, хотя западно-германские влияния усиливались. В Уэльсе при этом сформировался валлийско-цыганский язык с лексическими заимствованиями из кельтских языков. В Шотландии цыганская речь оказала влияние на так называемый эдинбургский сленг. В современный английский язык проникли некоторые цыганские заимствования: lollipop («леденец»), pal («приятель»), tiny («крошечный») и chav («мальчуган»).

## Особенности
Под влиянием ассимиляционных процессов современный англо-цыганский сохраняет лишь некоторые пласты базовой индийской лексики, его грамматическая основа уже практически не отличается от английского. В фонетике самыми стойкими чертами англо-цыганского было сохранение жёстких звуков [х] и [р]. Общее число говорящих около 195 тыс. чел.

## Примеры
«Пойди и спроси у своей сестры» в различных англо-цыганских диалектах прошлого:
- jaw te puches tire phenya
- jaw ta puch tiri pen
- jaw and puch tiri pen
- jal and puch tuti’s pen

### Современная речь
- The mush was jalling down the drom with his gry (Человек шёл по дороге с лошадью)